# Ši Džinping
Ši Džinping  (kitajsko: 习近平; pinjin: Xí Jìnpíng), predsednik Ljudske republike Kitajske, * 15. junij 1953, Peking, Ljudska republika Kitajska.  
Ši je bil kot sin kitajskega komunističnega veterana Ši Džongšuna po očetovi čistki med kulturno revolucijo izgnan v okrožje Jančuan in živel v jami v vasi Liangjiahe, kjer se je pridružil Komunistični partiji Kitajske in deloval kot sekretar partije. Po študiju kemijskega inženirstva na univerzi Tsinghua se je začel vse bolj politično utrjevati. Ši je položaj 7. predsednika LR Kitajske zasedel 14. marca 2013. Kljub temu, da kitajska ustava dopušča največ dva mandata enemu predsedniku, je marca 2018 kongres Kitajske komunistične partije Šiju dodelil dosmrtni mandat. Od leta 2012 je generalni sekretar Komunistične partije Kitajske (KPK) in predsednik Centralne vojaške komisije (CVK).

## Otroštvo in izobraževanje
Ši Džinping se je rodil v Pekingu 15. junija 1953, kot drugi sin Ši Džongšuna in njegove žene Či Šin. Po ustanovitvi Ljudske republike Kitajske leta 1949 s strani Mao Cetunga je Šijev oče zasedal vrsto političnih položajev; bil je šef partijske propagande, podpredsednik vlade in podpredsednik Državnega ljudskega kongresa. Ši ima dve starejši sestri, Chiaochiao, rojeno leta 1949, in Anan (安安; Ān'ān), rojeno leta 1952.
Ši je v šestdesetih letih obiskoval pekingško šolo št. 25 in nato šolo v Pekingu Baji. Spoprijateljil se je z Ljujem Hejem, ki je obiskoval šolo v Pekingu št. 101 v istem okrožju in pozneje postal podpredsednik kitajske vlade in Šijev tesen svetovalec. Leta 1963, ko je bil star 10 let, je bil njegov oče odstranjen iz stranke in poslan na delo v tovarno v Luojangu v Henanu. Maja 1966 je kulturna revolucija prekinila Šijevo srednješolsko izobraževanje. Študentski militanti so razbili dom družine Ši in ena od njegovih sester je zaradi pritiska naredila samomor. Kasneje je bila njegova mati prisiljena javno obsoditi očeta, saj je bil pred množico označen kot sovražnik revolucije. Očeta so leta 1968 zaprli, ko je bil Ši star 15 let. Brez zaščite očeta so ga leta 1969 poslali na delo v vas Liangjiahe, mesto Wennanji, okrožje Yanchuan. Delal je kot tajnik stranke Liangjiahe in živel v jami. Po nekaj mesecih je zbežal v Peking, saj mu tovrstni način življenja ni ugajal. Aretirali so ga kot dezerterja s podeželja in ga poslali v delovno taborišče, da bi kopali jarke, a se je kasneje vrnil v vas in tam preživel skupno sedem let.
Nesreče in trpljenje njegove družine v njegovih zgodnjih letih so utrdile Šijev pogled na politiko. Med intervjujem leta 2000 je dejal: »Ljudje, ki imajo malo stika z močjo in so daleč od nje, te stvari vedno vidijo kot skrivnostne in nove. Toda tisto, kar vidim, niso le površinske stvari: moč, rože, slava, aplavz. Vidim bike in kako lahko ljudje pihajo vroče in hladno. Politiko razumem poglobljeno.«
Ši je bil sedemkrat zavrnjen za vstop v Komunistično mladinsko ligo Kitajske, pristopiti mu je uspelo leta 1971. Od leta 1973 je desetkrat zaprosil za vstop v kitajsko komunistično stranko in bil sprejet v desetem poskusu leta 1974.
Med letoma 1975 in 1979 je Ši študiral kemijsko inženirstvo na pekinški univerzi Tsinghua. Tamkajšnji inženirski programi so približno 15 odstotkov študijskega časa preučevali marksizem-leninizem - misli Mao Cetunga, pet odstotkov svojega časa pa je opravljal kmečka dela.

## Politično delovanje
Ši je bil guverner Fudžjana med letoma 1999 in 2002, leta 2002 pa postal guverner in sekretar stranke sosednjega Džedžjanga. Po razrešitvi Čena Ljangjuja, sekretarja stranke v Šanghaju, je bil Ši leta 2007 za kratek čas premeščen na njegovo mesto. Nato se je pridružil Stalnemu odboru Politbiroja in oktobra 2007 služboval kot prvi sekretar osrednjega sekretariata. Leta 2008 je bil označen za domnevnega naslednika Hu Džintaa; v ta namen je bil Ši imenovan za podpredsednika Ljudske republike Kitajske in podpredsednika Centralne vojaške komisije. Naslov »jedro vodstva« je od kitajske komunistične partije (KPK) uradno prejel leta 2016. Od leta 2007 je tudi član stalnega odbora 17., 18., 19. politbiroja KPK. Leta 2018 je odpravil omejitve predsedniškega mandata.
Ši je prvi generalni sekretar KPK, rojen po ustanovitvi Ljudske republike Kitajske. Po prevzemu oblasti je uvedel daljnosežne ukrepe za uveljavitev strankarske discipline in za vsiljevanje notranje enotnosti. Njegova protikorupcijska kampanja je povzročila padec pomembnih sodobnih in upokojenih funkcionarjev komunistične stranke, vključno s člani stalnega odbora Politbiroja. Prav tako je uveljavil ali spodbujal bolj odločno zunanjo politiko, zlasti v zvezi z odnosi med Kitajsko in Japonsko, prisotnostjo Kitajske v Južnokitajskem morju in zavzemanjem za prosto trgovino in globalizacijo. S pobudo Belt and Road si je prizadeval razširiti vpliv Kitajske vpliv na Afriko in Evrazijo.
Kot osrednja osebnost pete generacije vodstva Ljudske republike je Ši močno centraliziral institucionalno oblast, tako da je prevzel širok spekter vodstvenih položajev, vključno s predsedstvom novo ustanovljene komisije za nacionalno varnost KPK, pa tudi z novimi usmerjevalnimi odbori za ekonomske in socialne reforme, vojaško prestrukturiranje in posodobitev ter internet.
Šijeve politične misli so bile vključene v partijsko in državno ustavo. Politični in akademski opazovalci so ga pogosto opisovali kot diktatorja ali avtoritarnega voditelja, kar so argumentirali s povečanjem cenzure in množičnega nadzora, poslabšanjem upoštevanja človekovih pravic, kultom osebnosti, ki se je okoli njega razvijal in odpravo časovne omejitve mandata predsednika.

## Zasebno življenje

### Družina
Ši je bil sprva poročen s Ke Lingling, hčerko Ke Hua, veleposlanika Kitajske v Združenem kraljestvu v zgodnjih osemdesetih letih. Ločila sta se po nekaj letih zakona, po ločitvi pa se je Ke preselila v Anglijo.
Leta 1987 se je Ši poročil z ugledno kitajsko ljudsko pevko Peng Lijuan. Par je pogosto živel ločeno, predvsem zaradi ločenega poklicnega življenja. Peng je kot kitajska »prva dama« igrala veliko bolj vidno vlogo v primerjavi s svojimi predhodnicami; denimo, Peng je marca 2014 gostila ameriško prvo damo Michelle Obama med njenim obiskom na Kitajskem.
Ši in Peng imata hčerko Ši Mingdze, ki je spomladi leta 2015 diplomirala na Univerzi Harvard. Tam je pod psevdonimom in študirala psihologijo in angleščino. Šijeva družina ima dom na Jade Spring Hillu v severozahodnem Pekingu.
Junija 2012 je Bloomberg News poročal, da imajo člani Šijeve razširjene družine velike poslovne interese, čeprav ni dokazov, da je sam Ši pri tem posredoval. Spletno mesto Bloomberg je bilo v odgovor na članek blokirano na celinski Kitajski. Odkar je Ši začel protikorupcijsko kampanjo, je New York Times poročal, da so člani njegove družine od leta 2012 prodajali svoja podjetja in naložbe v nepremičnine.
V panamskih dokumentih so se znašli tudi sorodniki visoko postavljenih kitajskih uradnikov, vključno s sedmimi sedanjimi in nekdanjimi vodilnimi v politbiroju kitajske komunistične stranke, med njimi tudi Šijev svak Deng Džjagui. Deng je imel dve britanski družbi na Britanskih Deviških otokih, medtem ko je bil Ši član stalnega odbora Politbiroja. Družbi sta sicer bili v mirovanju, ko je Ši novembra 2012 postal generalni sekretar komunistične stranke.

### Osebnost
Peng je Šija opisala kot pridnega in prizemljenega: »Ko pride domov, se še nikoli nisem počutila, kot da bi bil v hiši kakšen vodja. V mojih očeh je samo moj mož.« Šija so v članku The Washington Post leta 2011 opisali tisti, ki ga poznajo kot »pragmatičnega, resnega, previdnega, pridnega, prizemljenega in skromnega« in kot dobro roko pri reševanju problemov. Znano je, da ima rad ameriške filme, kot so Reševanje vojaka Ryana, Dvojna igra in Boter. Je tudi oboževalec televizijske serije HBO Igra prestolov, ki jo zaradi strnjenih urnikov gledal v strnjeni različici. Pohvalil je tudi neodvisnega filmskega ustvarjalca Džja Džangkeja. Rad igra nogomet, pleza v gorah, hodi, igra odbojko in plava.

### Javna podoba
Ši Džinping je na Kitajskem zelo priljubljen. Glede na anketo iz leta 2014, ki jo je sponzoriral Ash Center za demokratično upravljanje in inovacije šole Harvard Kennedy School, je Ši prejel oceno 9/10. Anketa YouGov, objavljena julija 2019, je pokazala, da ga 22 % Kitajcev navaja kot osebo, ki jo najbolj občudujejo.
Leta 2017 ga je The Economist razglasil za najmočnejšo osebo na svetu. Leta 2018 ga je Forbes uvrstil med najmočnejše in najvplivnejše osebe na svetu in tem izpodrinil ruskega predsednika Vladimirja Putina, ki je bil na tem mestu pet zaporednih let.